# Stretton-on-Dunsmore
Stretton-on-Dunsmore – wieś w Anglii, w hrabstwie Warwickshire, w dystrykcie Rugby. Leży 15 km na północny wschód od miasta Warwick i 129 km na północny zachód od Londynu. W 2001 miejscowość liczyła 1143 mieszkańców.